# 何尚賢
何尚賢（1513年—？），字汝思，山西平陽府猗氏縣人，軍籍，明朝政治人物。

## 生平
嘉靖十九年（1540年）庚子科山西鄉試第六十名舉人。嘉靖二十三年（1544年）中式甲辰科會試第一百五十名，登第三甲第一百七十八名進士。歷官陕西褒城县知县、延安府同知、漢中府知府。

## 家族
曾祖何濟，鴻臚寺序班；祖父何純；父何廷璋，母張氏。慈侍下。兄嘉靖元年舉人何尚德，知州。